# Chico Vigilante
Francisco Domingos dos Santos, também conhecido como Chico Vigilante (Vitorino Freire, 8 de setembro de 1954), é um sindicalista e político brasileiro. Filiado ao Partido dos Trabalhadores (PT), integra Câmara Legislativa do Distrito Federal, exercendo seu quarto mandato. Anteriormente, foi deputado federal por dois mandatos consecutivos, de 1991 a 1999. Também desempenhou funções de liderança no PT e na Central Única dos Trabalhadores (CUT).

## Biografia
Nordestino, Chico é filho de Josefa Aclísia dos Santos e Raimundo Domingos dos Santos. Em sua cidade natal, concluiu apenas o ensino primário. Nos anos 1970, se mudou para Brasília. Ali trabalhou no ramo da construção civil e como vigilante, fundando, em 1979, a Associação dos Vigilantes do Distrito Federal. A associação mais tarde se converteu em um sindicato, presidindo-o entre 1984 a 1990. Também foi um dos dirigentes da Central Única dos Trabalhadores (CUT).
Na década de 1980, com a eliminação do bipartidarismo, Chico se filiou ao Partido dos Trabalhadores (PT), tendo o também sindicalista Luiz Inácio Lula da Silva como sua inspiração. Foi um dos fundadores do Partido dos Trabalhadores do Distrito Federal e o presidiu por três períodos. Em 1986, candidatou-se à Assembleia Nacional Constituinte, mas sua votação não foi suficiente para elegê-lo. Em 1989, foi um dos coordenadores da campanha de Lula à presidência.
Chico foi eleito deputado federal em 1990, com 20.864 votos, tendo a Ceilândia como seu principal reduto eleitoral, mas sendo bem votado ainda em Gama e Sobradinho. Na época, declarava-se ideologicamente como socialista. Durante a 49.ª legislatura, votou a favor do impeachment de Fernando Collor de Mello foi titular da Comissão de Administração e Serviço Público. Foi reeleito em 1994 com a maior votação para o cargo naquela eleição, de 57.697 votos, correspondentes a 9,24%. Na nova legislatura foi o terceiro vice-presidente do Congresso e vice-líder da bancada petista.
Em 1998, Chico concorreu a um terceiro mandato na câmara baixa do parlamento brasileiro, mas, com 37.397 votos (3,74%), não teve êxito. Voltou à política em 2002, desta vez como deputado distrital, sendo eleito para a quarta legislatura da Câmara Legislativa com 17.425 votos (1,42%). Em 2005 tornou-se presidente do PT-DF, e no ano seguinte disputou a reeleição, sem sucesso, com 15.625 votos. Também não foi reeleito para a presidência do diretório, mas recorreu alegando fraude na eleição. Com o resultado invalidado, foi reconduzido ao cargo.
Chico retornou ao legislativo distrital em 2011, após ser eleito em 2010 com 19.201 votos, ou 1,36% dos votos válidos. Nas eleições seguintes, de 2014 e 2018, foi reeleito, com 17.040 votos (1,12%) e 20.975 (1,42%), respectivamente. Em 2018, incorporou ao seu nome parlamentar o nome do ex-presidente Lula, como forma de lhe demonstrar apoio e protestar contra sua prisão, passando a se chamar "Chico Vigilante Lula da Silva".
Em 2017, Chico anunciou que estava com câncer na tireoide. No mesmo ano, foi submetido a uma cirurgia, que retirou o tumor, não havendo outros sinais da doença.